# Kraftfahrzeug-Zulassungsstatistik
Als Kraftfahrzeug-Zulassungsstatistik bezeichnet man die offiziellen Statistiken der Zulassungsbehörde eines Landes, in denen die Zulassungen von Fahrzeugen zum Straßenverkehr nach verschiedenen Gesichtspunkten ausgewertet werden. Die bekannteste Auswertung ist dabei die nach Herstellern bzw. Fahrzeugmodellen. Es gibt aber ebenso Aufschlüsselungen nach Farben, Hubraum, Emissionsklassen, Zulassungsorten oder Altersgruppen der Fahrzeughalter.

## Bedeutung
Im Gegensatz zu reinen Verkaufsstatistiken liefern die Zulassungsstatistiken Zahlen über die tatsächlich in Verkehr befindlichen und die neu in Verkehr gebrachten Fahrzeuge. Sie stellen damit für die Kfz-Branche einen wichtigen Indikator für die Verteilung der Marktanteile dar.

## Länder
In der Bundesrepublik Deutschland werden diese Statistiken durch das Kraftfahrt-Bundesamt erstellt.
In Österreich erhebt Statistik Austria die Kraftfahrzeug-Zulassungsstatistik.
In der Schweiz werden die Statistiken zu Inverkehrsetzung neuer Strassenfahrzeuge vom Bundesamt für Statistik herausgegeben.